# Psychoda degenera
Psychoda degenera és una espècie d'insecte dípter pertanyent a la família dels psicòdids que es troba a Nord-amèrica.